# 青雲中学校・高等学校
青雲中学校・高等学校（せいうんちゅうがっこう・こうとうがっこう、英: Seiun Gakuen Junior and Senior High School）は、長崎県西彼杵郡時津町左底郷に所在し、中高一貫教育を提供する私立中学校・高等学校。
高等学校において、中学校から入学した内部進学の生徒と高等学校から入学した外部進学の生徒との間で、第2学年から混合してクラスを編成する併設混合型中高一貫校である。
私立中学・高校の「九州御三家」の一つに数えられることがある。

## 概要
長崎の教育行政界の有力者や有志の教員らが中心となり、全国的に優秀な人材を育成するため1975年4月に速見雄吉（元長崎県教育委員会・元長崎県副知事）を初代理事長として設立。学業だけでなく道徳や運動による体力、精神力の向上も注力した「全人教育」を指針としている。創立当初より中高一貫校で、1976年以来学生寮が敷地内に併設されている。校名は清らかを表す「青」と高くて優れていることを表す「雲」からとり、高い志をもつように名付けられた。
創立当初から学生寮を設け、全国から学生を受け入れている。設立以来男子校であったが、1995年度より高等学校が、2009年度より中学校が男女共学（定員：男子150人、女子50人）となる。2023年度からは定員の男女区別が廃止された。
九州地方のほかに本州や沖縄などから入学する者もいる。
学生寮については、男子は中学生用の望山寮（4人1部屋）と1997年に竣工した高校生用の和敬寮（個室）。高校女子は学校指定下宿として本学から近い順に「一二三荘」、「淳風寮」、「東望寮」がある。

## 沿革
- 1974年（昭和49年）10月1日 - 青雲学園設立発起人会と設立準備事務局を開設する。初代理事長兼学園長に元長崎県副知事の速見雄吉が就任する。
  - 12月19日 - 青雲中学校・青雲高等学校の設立認可および学校法人青雲学園の寄付行為認可
  - 12月23日 - 学校法人青雲学園登記完了
- 1975年（昭和50年）
  - 3月31日 - 校地と校舎第1期の工事が完了する。
  - 4月1日 - 学園長として速見雄吉、校長として古川憲介任命
  - 4月9日 - 第一回入学式挙行
- 1976年（昭和51年）
  - 1月24日 - 体育館と格技場が竣工する。
  - 3月31日 - 望山寮が竣工する。
- 1984年（昭和59年）5月31日 - テニスコートが竣工する。
- 1985年（昭和60年）9月30日 - 第二運動場が竣工する。
- 1992年（平成4年）12月31日 - 第三運動場が竣工する。
- 1994年（平成6年）3月31日 - 創立20周年記念館が竣工する。
- 1995年（平成7年）4月 - 高校が共学を開始する。
- 1996年（平成8年）10月 - 駐車場およびテニスコートを新設する。
- 1997年（平成9年）
  - 2月28日 - 和敬寮（望山寮E棟、高校生用全個室）と温習室（学習棟）が竣工する。
  - 8月31日 - 校舎外壁タイル貼改装工事完成
- 2009年（平成21年）
  - 2月 - 特別教室棟（5号棟）が竣工する。
  - 4月 - 中学校が共学を開始する。（定員は男子150人、女子50人）
  - 創立30周年記念で、記念館を初代理事長・速見雄吉の名に因み「速見記念館」と改称して記念館前に速見雄吉の銅像を設置する。
- 2010年（平成22年）
  - 3月 - 英国 イートン・カレッジ聖歌隊が青雲学園親善特別公演する。
  - 7月 - 英国 イートン・カレッジでサマースクールを開始する。
- 2014年（平成26年）- 新本館（1号棟）竣工
- 2023年（令和5年）4月 - 中学が定員における男女の区別を廃止する。
- 2024年（令和6年）6月 - 体育館改修工事完了

歴代校長
1. 古川憲介 (1975 - 1986)
2. 本田了 (1986 - 1999)
3. 潮下聰 (1999 - 2006)
4. 中嶋将晴 (2006 - 2023)
5. 本田善久 (2023 - )

## 教育方針
校訓
「いまをだいじに」
- ゆたかな知性をつちかえ
- ひろい心をはぐくめ
- たくましい体をつくれ

集団心の活用による学習効率の向上を身上とする。

## 象徴
校章
中央に校名の「青雲」の文字（縦書き）を置く。雲を貫くペンが描かれている。
校歌
作詞は豊永徳、作曲は安永武一郎で、歌詞は3番まである。
賛歌
作詞は中村元三、作曲は松尾政彦で、歌詞は3番まである。現在の校歌が作られるまでは校歌だった、現在歌われることはない。
開校記念日
設立準備事務局が設置された1974年（昭和49年）を創立年、毎年10月1日を開校記念日としている。

## 教育課程
青雲中学から青雲高校に進学した高校生は「旧校生」、外部の中学から入学した高校生は「新校生」と称される。高校1年次は旧校生と新校生でクラスが分けられ別々に授業されるが、高校2年次以降は合同で学級が編成されて文系と理系の別に授業される。
体育指導も注力し、中学生は柔道と剣道が必修で、3学期は持久走が行われる。持久走は新棟建設工事のために2013年と2014年は中止されたが、2015年から再開された。

## 行事
1学期
- 4月 - （新入生のみ）新入生合宿（国立諫早青少年自然の家）、体育大会
- 5月 - 定期考査
- 6月 - 進学講演会（高2、高3）、実力考査（中学）
- 7月 - 定期考査、前期夏期課外授業、オープンスクール、クラスマッチ（高校生）
- 8月 - 後期夏期課外授業、サマーキャンプ（中学一年生のみ）、イートンサマースクール（中3・高1の希望者対象）、首都圏研修（中3・高1の希望者対象）

2学期
- 9月 - 青雲祭、定期考査
- 10月 - 開校記念式、青雲ラリー（中1〜高2）、スペリングコンテスト（中1 - 中3）、中2修学旅行（目的地は年度によって異なる）、社会見学（中1）、勉強合宿（中3）
- 11月 - 実力考査（中1 - 中2）、校内模試（高3)、スケッチ大会（中1）
- 12月 - 定期考査、クラスマッチ（高1･高2）、冬期課外授業

3学期
- 1月 - 冬期課外授業（高3）、入学試験、課題考査、高1スキー合宿（北海道）
- 2月 - 卒業生へ贈る餅つき、高校卒業式（例年2月22日）
- 3月 - 定期考査、修了式および中学卒業式（通常は3月第2土曜日)、シドニー語学研修（中3・高1の希望者対象）

### 体育大会
例年4月28日に行われる。
現在は中高合同で行われているが、2020年度はCOVID-19の感染拡大により中止。
2021,22年度は、中学が午前（午後は授業）、高校が午後（午前は授業）というように分けて実施。
2023年度以降は中学生による青雲体操、高校生による棒体操を行う際に上裸になることを廃止。

### イートンサマースクール
中3・高1の希望者が対象。夏休みにイギリスのイートン・カレッジで開催される。
現地も夏休みであるため、イートン生が帰省して空いた寮に泊まる。
2020,21年度はCOVID-19の感染拡大により中止された。

### 首都圏研修
中3・高1の希望者が対象。東京都千代田区永田町付近のホテルに宿泊し、国会議事堂や東京大学のオープンキャンパス、JAXAの筑波宇宙センター、警視庁本部、日本銀行本店などを見学する。
2020年度以降はCOVID-19の感染拡大により実施されていない。

### 青雲祭
9月の第一日曜日の午前9時から午後3時まで催される。有志の生徒による出し物のほか、保護者運営の模擬店が出店している。2009年度だけは8月に実施された。
2020年以降はお盆明けのCOVID-19の感染拡大時期と重なるために中止されていたが、2023年以降は通常開催の実現に至っている。
2日制を求める声が生徒から出ているものの、実現には至っていない。

### 生徒会選挙
2013年に設置された生徒会は、高校1年生を主体に中学3年生も参加して役員を選挙し、任期は1年である。
毎年11月中旬に選挙が行われる。

### 青雲ラリー（中1 - 高2）
心身の鍛錬を目的に、夕方から翌朝にかけて男子は約42㎞、女子が約39kmを歩行する。以前は9月に催されたが台風を回避して2013年度以降は10月末に行われ、ラリーが終わればそのまま連休となる。学校到着後に振る舞われる豚汁は青雲汁と呼ばれている
複数のコースが設定されており、毎年別のコースを歩くようになっているが、ここ数年は同じコースを歩き続けている。
夜間を歩くため、女子班は男性教員が引率する。
2020年度については、男子はいつも通り夜間に歩行したが、女子は昼間にマイクロバスで折り返し地点まで向かい、そこから歩いて学校を目指すコースとなった。

### スキー合宿（高1）
毎年1月下旬の一週間、北海道でスキー合宿を行う。
2020年度、2021年度は年末からのCOVID-19の感染拡大時期と重なるため延期となった。
2021年度の分は2023年に新潟で実施されたが、2020年度分については結局実施されなかった。

### 中学卒業式、高校入学式
中学が男子校であった2008年までは、中学卒業式兼高校入学式となる「中卒高入式」が終業式翌日の3月19日に催され、高校生は春休みとなっていた。「中卒高入式」は中学の共学化に伴い最後の男子中学3年の中卒高入式を最後に廃止され、終業式の日の午後に中学卒業式を、4月に高校入学式をそれぞれ挙行する。
なお、2021年度以降については感染症対策として、3月中旬の土曜日の午前に終業式、同日午後に中卒高入式が挙行されている。

### シドニー語学研修
中3・高1の希望者が対象。春休みにオーストラリアのシドニーで2週間に渡り行われる。
2020年度、2021年度はCOVID-19の感染拡大により中止された。

## 部活動
文化部
- ディベート部
- サイエンス部
- 囲碁部
- 将棋部
- 吹奏楽部
- 英語部
- 美術部
- 写真部
- 百人一首部
- 書道部
- クイズ研究部
- 創造ものつくり同好会
- プログラミング同好会

運動部
- 剣道部
- 柔道部
- 陸上競技部
- バスケットボール部
- バレーボール部
- 卓球部
- バドミントン部
- テニス部
- サッカー部
- ハンドボール部
- 空手道部
- 水泳同好会

## 著名な卒業生
（卒業年順）

### 政治・行政・法曹
- 金澤秀三郎 - 雲仙市長、長崎県議会議員（2期）
- 黒田成彦 - 平戸市長、長崎県議会議員（3期）
- 末次精一 - 衆議院議員（1期）、長崎県議会議員（2期）
- 織田央 - 林野庁次長
- 宮島大典 - 佐世保市長、衆議院議員、防衛大臣政務官（野田第3次改造内閣）
- 岩佐哲也 - 総務省統計局統計高度利用特別研究官、総務省統計局長
- 犬童周作 - 総務省大臣官房サイバーセキュリティ・情報化審議官、デジタル庁統括官付審議官[3]
- 古賀友一郎 - 参議院議員、長崎市副市長
- 鈴木史朗 - 第36代長崎市長、国土交通官僚
- 重松弘教 - 警察庁長官官房総括審議官、警察官僚
- 津森洋介 - 国土交通官僚
- 出口太 - 五島市長
- 金子容三 - 衆議院議員（2期）
- 竹下龍之介 - 弁護士、元童話作家

### 財界
- 永田暁彦 - 株式会社ユーグレナCEO

### 学術
- 大沢信二 - 京都大学大学院理学研究科附属地球熱学研究施設教授
- 飯盛義徳 - 慶應義塾大学総合政策学部教授
- 原英二 - 大阪大学微生物病研究所教授
- 梅﨑昌裕 - 東京大学大学院医学系研究科教授
- 吉丸雄哉 - 二松学舎大学文学部教授
- 松原孝明 - 大東文化大学大学院法学研究科教授、ミュージシャン
- 金沢貴憲 - 静岡県立大学薬学部准教授
- 瀬戸口祐基 - 神戸大学大学院法学研究科准教授

### 芸術
- 伊藤玲阿奈 - 指揮者

### マスコミ
- 松岡忠幸 - NHKアナウンサー
- 常岡浩介 - ジャーナリスト

### 芸能、その他
- 西村浩 - 建築家、株式会社ワークヴィジョンズ代表
- スパイシーマック - 映画監督、医師
- 横尾初喜 - 映像作家、映画監督
- 松本准平 - 映画監督
- 笠井友貴 - アマチュア将棋棋士
- 桂惣兵衛 (2代目) - 上方落語家
- 初瀬勇輔 - 柔道選手（2008年北京パラ日本代表）、実業家

## 交通アクセス
長崎バスの路線バスが校内に乗り入れるほかに、諫早、東長崎、西山、三原、大村、佐世保の6コースでスクールバスを運行している。大村方面から高速船で通学する生徒もいる。
最寄りのバス停
- 長崎バス
  - 「青雲学園前」校舎目の前、登下校時にバスが発着。学校行事により特別ダイヤになることも多い。
  - 「上左底」バス停下車後、徒歩約3 - 5分
  - 「左底」バス停下車後、徒歩約10分

最寄りの国道・交差点
- 国道206号「左底」（さそこ）交差点

最寄りの港
- 時津港 - 安田産業汽船が長崎空港・大村市の間に高速船を運航している。

## 周辺施設
- 時津町立鳴鼓小学校
- 時津郵便局
- 時津幼稚園
- ミスターマックス時津店